# Chetone salvini
Chetone salvini là một loài bướm đêm thuộc phân họ Arctiinae, họ Erebidae.